# 天獅子悦也
天獅子 悦也（あまじし えつや、11月15日 - ）は、日本の漫画家。神奈川県横須賀市出身。血液型はA型。

## 経歴
大学4年の皆が就活していた夏。手元にあった原稿を手直しして投稿。新人賞だったので就活せず、そのまま漫画家となり、4年生の一月にデビュー。

## エピソード
大学時代の後輩にドリヤス工場がいる。

## 作品リスト
- 川俣先生教育日誌（全5巻）
- MAOH（原作：萩島佐佑、全4巻）
- むこうぶち（近代麻雀、連載中）
- 龍虎の拳シリーズ
  - 龍虎の拳（原作：石井ぜんじ、全1巻）
  - 龍虎の拳2（ストーリー協力：石井ぜんじ、全2巻）
  - カーマンに指令を 龍虎の拳・外伝（全1巻）
- 餓狼伝説シリーズ
  - ギース・ハワード外伝（全1巻）
  - 闇のギース（ギース・ハワード外伝シリーズ）（全1巻）
- ザ・キング・オブ・ファイターズシリーズ（読み切り、いずれも未単行本化）
  - ゲーニッツ外伝 THE KING OF FIGHTERS'96 ミレニアム・ゼロ（『コミックゲーメスト』 1997年4月号）
  - K.O.F.'97異伝 ヤマザキ曜変（『コミックゲーメスト』 1997年12月号）
  - K.O.F '97 ヤマザキ異伝 蛇（ハブ）（『コミックゲーメスト』 1998年2・3月合併号）